# Aspidopterys obcordata
Aspidopterys obcordata är en tvåhjärtbladig växtart som beskrevs av William Botting Hemsley. Aspidopterys obcordata ingår i släktet Aspidopterys och familjen Malpighiaceae. Utöver nominatformen finns också underarten A. o. hainanensis.